# مردم سوندانی
سوندانی‌ها (سوندایی: Urang Sunda؛ اورنگ سوندا) یک گروه قومی از مردم آسترونزی بومی اندونزی استان غرب جاوا و بانتن هستند، که در بخش غربی جزیره جاوای اندونزی زندگی می‌کنند. تعداد آن‌ها حدود ۴۰ میلیون نفر است و پس از مردمان جاوه‌ای ، دومین گروه قومی پرجمعیت اندونزی را تشکیل می‌دهند. در زبان خود، زبان سوندایی، از خود با عنوان «اورنگ سوندا»(Urang Sunda; سوندایی: Sunda people اندونزیایی: Orang Sunda یا Suku Sunda)، یاد می‌کنند.
سوندی‌ها به‌طور سنتی در استان‌های غربی جاوا، بانتون، جاکارتا و بخش غربی جاوا مرکزی متمرکز شده‌اند. مهاجران سوندایی را می‌توان در لامپونگ و جنوب سوماترا نیز پیدا کرد و تا حدودی در جاوا مرکزی و جاوا شرقی نیز وجود دارند.